# Moquino (Nuevo México)
Moquino es un lugar designado por el censo ubicado en el condado de Cíbola en el estado estadounidense de Nuevo México. En el Censo de 2010 tenía una población de 37 habitantes y una densidad poblacional de 6,15 personas por km².

## Geografía
Moquino se encuentra ubicado en las coordenadas 35°10′48″N 107°22′13″O / 35.18000, -107.37028. Según la Oficina del Censo de los Estados Unidos, Moquino tiene una superficie total de 6.02 km², de la cual 6.02 km² corresponden a tierra firme y (0%) 0 km² es agua.

## Demografía
Según el censo de 2010, había 37 personas residiendo en Moquino. La densidad de población era de 6,15 hab./km². De los 37 habitantes, Moquino estaba compuesto por el 59.46% blancos, el 0% eran afroamericanos, el 27.03% eran amerindios, el 0% eran asiáticos, el 0% eran isleños del Pacífico, el 10.81% eran de otras razas y el 2.7% pertenecían a dos o más razas. Del total de la población el 56.76% eran hispanos o latinos de cualquier raza.